# خطاب هون
ألقى القيصر فيلهلم " خطاب الهون ". الثاني يوم 27 يوليو 1900 في بريمرهافن بمناسبة رحيل فيلق مشاة شرق آسيا الألماني ( بعثة الصين ) لقمع تمرد الملاكمين في إمبراطورية الصين . اكتسبت أهمية عالمية بسبب تصريحاتها الجذرية. أدى الخطاب إلى ظهور النزعة العرقية " الهون " للألمان، والتي تم استخدامها لأول مرة في الدعاية خلال الحرب العالمية الأولى من قبل الوفاق ضد ألمانيا.
في ربيع عام 1900، بلغت هجمات حركة الملاكمين ضد الأجانب والمسيحيين الصينيين ذروتها في حصار منطقة المفوضية في بكين.  في 20 يونيو، تم إطلاق النار على المبعوث الألماني كليمنس فون كيتيلر في الشارع.  فشلت محاولة القوات البريطانية لتخفيف منطقة الانتداب، مما دفع تحالفًا من ثماني قوى أجنبية - اليابان والولايات المتحدة وست دول أوروبية - إلى إرسال قوة استكشافية للتدخل في الصين.  في حفل وداع جزء من القوات الألمانية التابعة لهذه القوة الاستكشافية في بريمرهافن في 27 يوليو، ألقى فيلهلم الثاني خطابه الهون سيئ السمعة.  لقد كانت مجرد واحدة من عدة خطابات ألقاها الإمبراطور بمناسبة نزول القوات.